# Felice Boselli

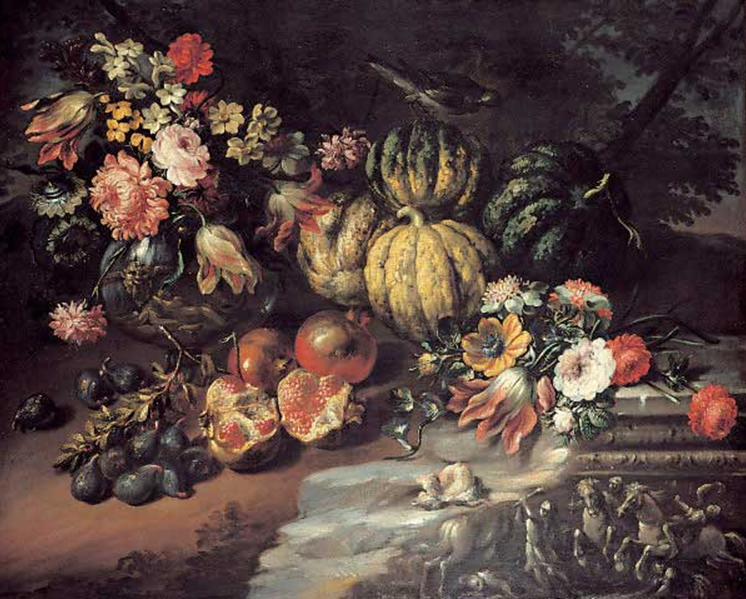
Martwa natura z dyniami, jabłkami granatu i figami, ok. 1700

Felice Boselli (ur. 20 kwietnia 1650 w Piacenzy, zm. 23 sierpnia 1732 w Parmie) – malarz włoski epoki baroku.
Był w latach 1665–1669 uczniem Michelangelo Nuvolone. W jego pracowni spotkał malarza Angelo Maria Crivellego zwanego il Crivellone, który wywarł wpływ na jego późniejszą twórczość.
Boselli tworzył głównie martwe natury przedstawiające wnętrza kuchni lub spiżarni oraz obrazy typu „Vanitas”.
Wykonał też 1702 freski w kościele św. Brygidy w Piacenzy.
W zbiorach Muzeum Narodowego w Warszawie znajduje się jego obraz „Oprawianie warzyw”.